# 枚方市駅

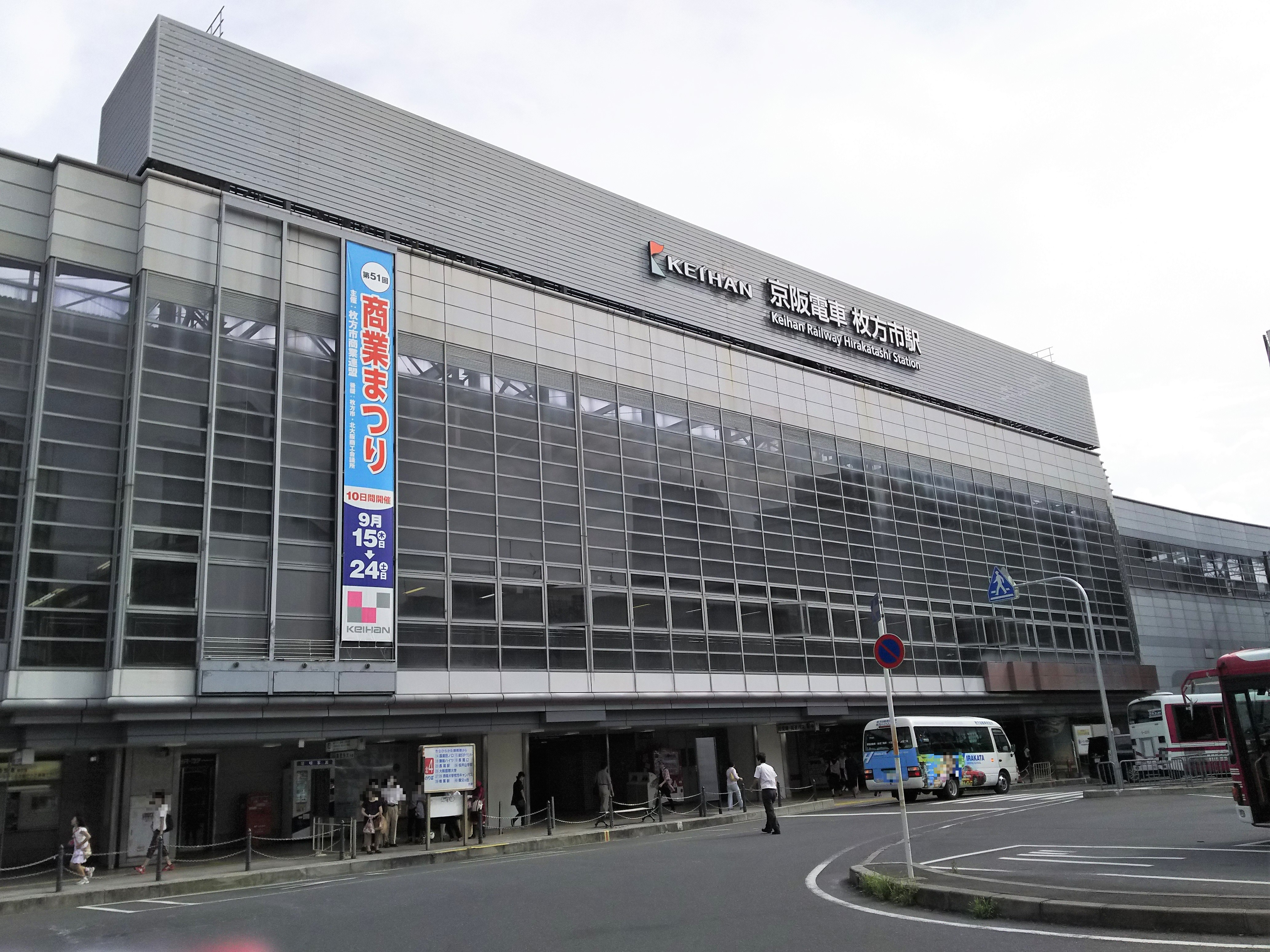
北側駅舎（2016年9月）

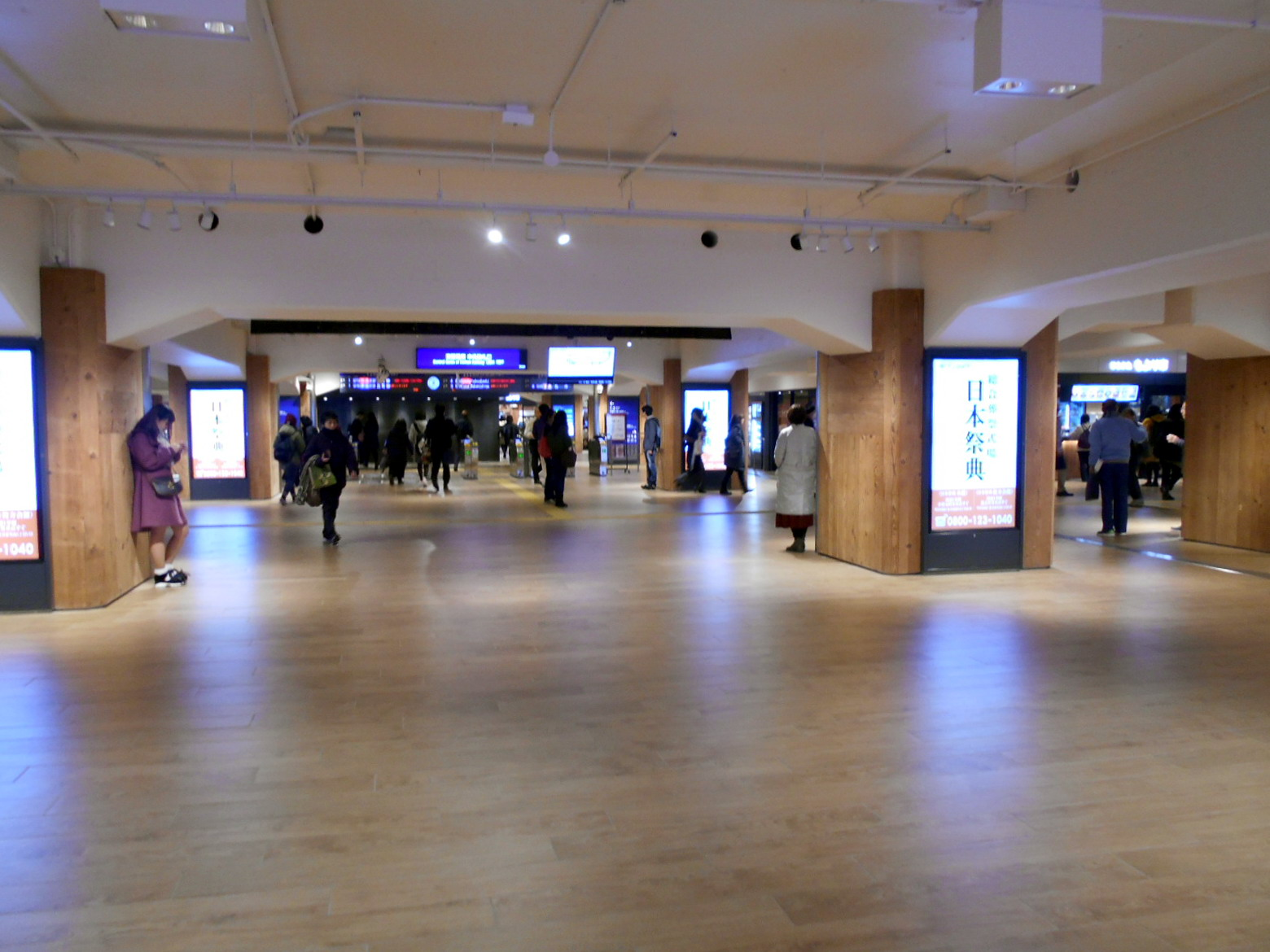
木目調にリニューアルされた中央改札口コンコース

枚方市駅（ひらかたしえき）は、大阪府枚方市岡東町にある、京阪電気鉄道の駅。駅番号はKH21。

## 概要
中核市である枚方市の中心駅である。駅周辺は市役所や商業施設が所在し、枚方市の中心市街地が広がる。京阪電鉄における利用者数は京橋駅、淀屋橋駅に次ぐ3位で、京阪間のベッドタウンにおける中核的な駅である。
1997年には朝ラッシュ時の下り特急が、2003年には全ての特急列車が停車するようになった。2016年以降は快速特急「洛楽」以外の全定期営業列車が停車している。
京阪ホールディングスおよび京阪電気鉄道の登記上の本店所在地は、当駅近隣の枚方事務所（枚方市岡東町173-1）となっている。
2001年9月21日に第2回近畿の駅百選に選定された。

### 利用可能な鉄道路線
- 京阪電気鉄道
  - 京阪本線
  - 交野線 - 始発駅

## 歴史
1910年の開業当時は、京街道である枚方宿の大阪側にある現・枚方公園駅が枚方駅を名乗り、当駅は枚方東口駅であった。その後、当駅が枚方市の中心駅となったことから、1949年に改称された。この際、旧枚方駅との混同を避ける目的もあって枚方市駅となる。京阪電気鉄道が現在営業している「〜市駅」のなかで最も歴史が古い（所在地名に由来する私市駅を除く）。なお、京阪における「〜市駅」の第一号は、会社分離前の新京阪線（現在の阪急京都本線）高槻市駅である。
太平洋戦争後には乗降客数の増加がみられ、1955年に18383人/日であったのが、1959年には29344人/日へと約60％増加した。その後1960 - 1970年代は香里団地を始めとする宅地開発により、乗降客数は急増していった。

### 年表
- 1910年（明治43年）4月15日：京阪本線天満橋駅 - 五条駅（現在の清水五条駅）間の開業と同時に[6]、枚方東口駅（ひらかたひがしぐちえき）として駅開業[2][3][4]。
- 1916年（大正5年）4月1日：急行停車駅となる。
- 1917年（大正6年）
  - 9月：上家改築、操車移転[4]。
  - 10月1日：大正大水害で当駅から京都側が不通に、14日に淀駅まで開通[7]。
- 1929年（昭和4年）
  - 7月10日：信貴生駒電鉄枚方線（現在の京阪交野線）開業[3]。
  - 8月27日：駅を移設[4]。
- 1934年（昭和9年）9月21日：室戸台風が来襲、停電で不通。同月27日運転再開[8]。
- 1935年（昭和10年）8月11日：宇治川氾濫などで、当駅から京都側が不通。8月13日運転再開[8]。
- 1939年（昭和14年）
  - 3月1日：陸軍火薬庫の爆発事故により香里園駅 - 樟葉駅間が不通、3月6日駅の使用が再開[9]。
  - 5月1日：路線譲渡により信貴生駒電鉄枚方線の駅は交野電気鉄道の駅となる[3]。
- 1943年（昭和18年）10月1日：会社合併により京阪本線の駅は京阪神急行電鉄（現在の阪急電鉄）の駅となる[6]。
- 1945年（昭和20年）5月1日：会社合併により交野電気鉄道の駅が京阪神急行電鉄（現在の阪急電鉄）の駅に統合される[3]。
- 1949年（昭和24年）
  - 10月1日：駅名を枚方市駅に改称[3][4]。
  - 12月1日：会社分離により京阪電気鉄道の駅となる[6]。
- 1953年（昭和28年）9月26日：台風13号により宇治川-木津川間の築堤崩壊に伴う送電線の鉄塔倒壊で運行不能。10月1日、京阪線・交野線、仮復旧運行再開[10]。
- 1959年（昭和34年）
  - 4月25日：京阪線下りホームと交野線ホーム間陸橋竣工[4]。
  - 10月5日：上下ホーム間の跨線橋竣工[4]。
- 1961年（昭和36年）9月16日：第2室戸台風により16時30分より列車運行停止、翌17日午後3時より運転再開[11]。
- 1963年（昭和38年）5月9日：北口新設、使用開始[4]。
- 1965年（昭和40年）6月15日：南口に京阪枚方案内所を開設[4]。
- 1969年（昭和44年）3月：踏切集中制御装置の中央装置を設置。
- 1972年（昭和47年）3月5日：上り線2番線を主本線、1番線を副本線に変更[4]。
- 1975年（昭和50年）3月20日：東口改札口新設、使用開始[4]。
- 1978年（昭和53年）12月：枚方市駅と、その周辺の高架化事業着工[12]。
- 1980年（昭和55年）
  - 2月20日：当駅 - 御殿山駅間の「磯島曲線」で京阪電車置石脱線事故が発生。
  - 4月20日：交野線枚方市駅 - 宮之阪駅間の一部、高架工事に伴い仮線に移設[4]。
- 1981年（昭和56年）4月5日：駅構内の交野線線路を移設、使用開始。
- 1988年（昭和63年）5月28日：京阪本線上り線が高架駅となる[12][13][14]。現駅舎部分の使用を開始。なお枚方公園駅 - 枚方市駅間の地上線は折返し列車及び交野線への回送用として複線のまま残される。
- 1990年（平成2年）
  - 3月24日 - 京阪本線下り線が高架駅となる[13][14]。なお枚方公園駅 - 枚方市駅間の地上線は交野線との連絡線として単線で残される。
  - 7月 - 京阪線の上下各ホームの待合室冷房設置[15]。
- 1991年（平成3年）6月1日 - 交野線単線高架化により交野線ホームが高架仮ホームになる[新聞 3]。駅周辺の踏切完全除去[新聞 3][16][17]。
- 1992年（平成4年）11月28日 - 交野線複線高架化[6][12][新聞 4][18]。
- 1993年（平成5年）
  - 3月25日：京阪本線・交野線連続立体交差事業による高架工事が完成[12][新聞 5]。
  - 9月5日：中央改札口の改良工事竣工[19]。
- 1994年（平成6年）
  - 6月10日：枚方市駅高架下に「京阪サービスコア」がオープン[20][21]。
  - 7月20日：東改札口前の高架下に枚方市が「枚方市駅市民サービスセンター」をオープン[22]。
  - 10月1日：『京阪ステーションモール』グランドオープン。「京阪ザ・ストア枚方店」「京阪百貨店枚方店」営業開始[20]。
- 1996年（平成8年）12月9日：第3回「大阪・心ふれあうまちづくり賞」の『大阪府知事賞』を受賞。
- 1997年（平成9年）3月22日：平日朝ラッシュ時の淀屋橋駅行きに限り特急が停車するようになる[新聞 2]（出町柳駅行きは引き続き全列車通過）。
- 1998年（平成10年）3月16日：ホーム異常通報装置設置[23]。
- 2001年（平成13年）9月21日：第2回近畿の駅百選に選定される。
- 2003年（平成15年）9月6日：特急終日停車駅となる。平日昼間時以外に新たに設定されたK特急については、旧来の特急同様に朝ラッシュの淀屋橋行きに限り停車することになる（ただし、2008年10月改正により淀屋橋行きのK特急は特急に格下げされ消滅）。
- 2004年（平成16年）4月1日：「けいはんインフォステーション」を設置[24]。
- 2010年（平成22年）4月27日：駅前の商業施設「ビオルネ」と駅を結ぶ連絡通路・歩道橋が完成[25]。
- 2012年（平成24年）4月：中央改札口横のトイレのリニューアル工事竣工[26]。
- 2015年（平成27年）11月16日：3番ホームと5番ホームの下に足下灯を設置し、使用を開始[27]。
- 2016年（平成28年）
  - 3月15日：事故情報などをリアルタイムに知らせる「旅客案内ディスプレー」を設置[28]。
  - 3月19日：この日のダイヤ改正でこれまで本線で日中に運行していた中之島駅 - 出町柳駅間の普通列車が当駅折り返しとなった。日中の急行も廃止されたため、当駅より京都方面は日中は準急と特急のみの運用となった。
  - 8月：関西の駅で初めて駅構内に宅配便受け取りロッカーを設置[29]。
- 2018年（平成30年）
  - 5月17日：駅ビル内2階に「無印良品 京阪ひらかた」が開業[新聞 1][30][31]。
  - 12月15日：駅リニューアル工事竣工。駅ナカ商業施設「ひらかたもより市」が中央改札内にオープン[31][32]。
- 2020年（令和2年）
  - 2月：4番線ホームに「注意喚起シート（紅白縞模様）」設置[33]。
  - 4月：枚方市初のAmazonHubロッカーが設置された。ロッカーの名前は「これやこの」。
- 2024年（令和6年）
  - 2月23日：3番線ホームで可動式ホーム柵の使用を開始。
  - 3月20日：4番線ホームで可動式ホーム柵の使用を開始。

## 駅構造

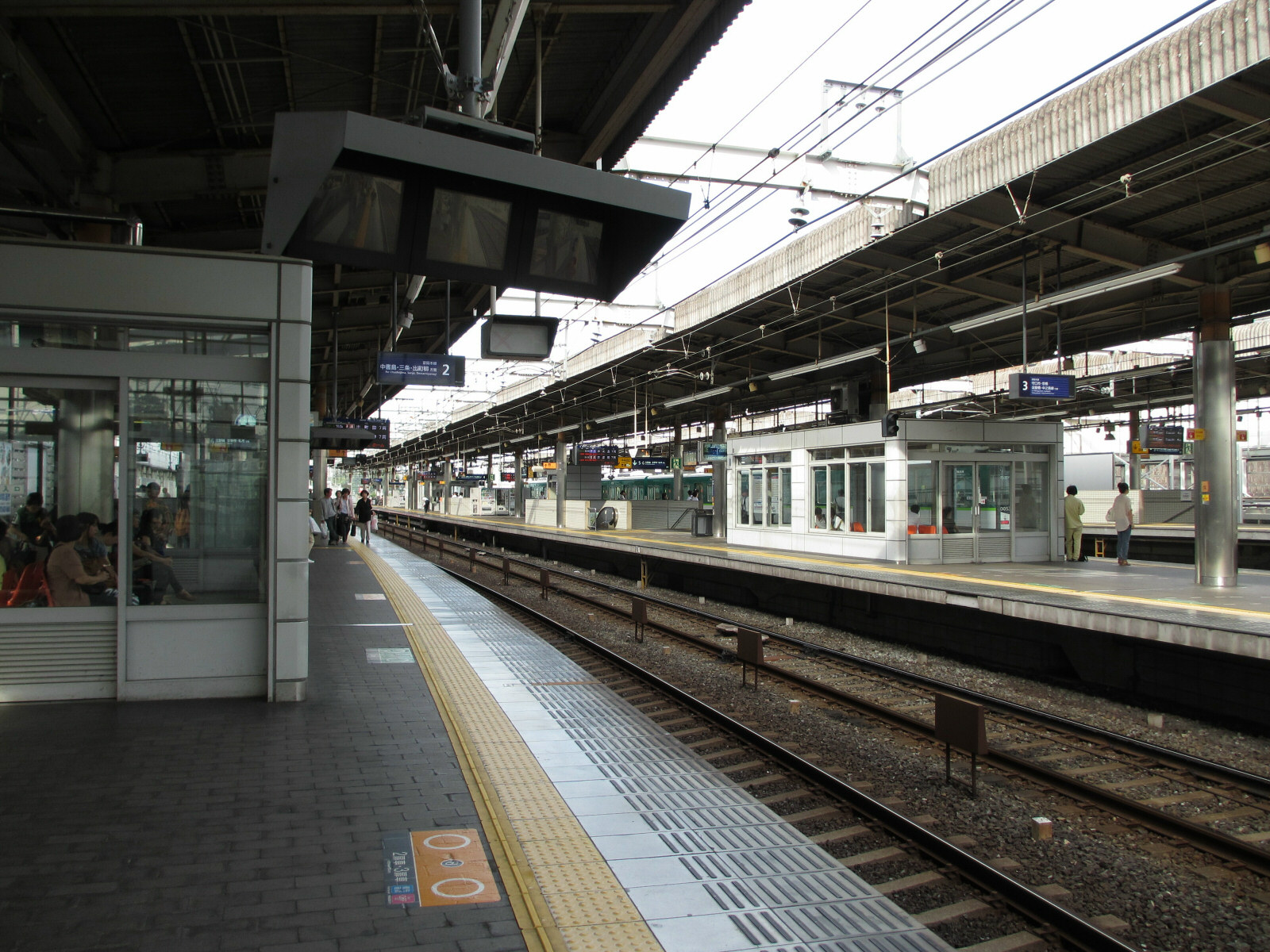
ホーム（2013年4月）

京阪唯一の島式3面6線ホームの高架駅で待避設備を有し、京阪の駅で最大規模を誇る。基本的に北側の2面4線が京阪本線用、南側の1面2線が交野線用である。
改札は中央改札口と東改札口の2ヶ所にある。中央改札には「けいはんインフォステーション」があり、明るく広々とした駅づくりが施され、外装も都会的デザインである。また、京阪百貨店を核とするショッピングモールである京阪枚方ステーションモールが駅構内に存在する。
2015年より、駅構内の耐震補強工事が実施された。2018年2月より2階のコンコース・京阪百貨店のリニューアル工事が開始され、2018年12月に完成した。このリニューアルは、京阪グループの中期経営計画における重要事業の一つに位置付けられる大規模なもので、無印良品ブランドを展開する良品計画の協力を得て実施した。なお、良品計画が駅デザインのプランニングを行うのは初めてのケースとなった。

### のりば
北から以下のように割り当てられている。
| 番線 | 路線      | 方向 | 行先                 | 備考           |
| ---- | --------- | ---- | -------------------- | -------------- |
| 1・2 | ■京阪本線 | 上り | 三条・出町柳方面     |                |
| 3・4 | ■京阪本線 | 下り | 淀屋橋・中之島線方面 |                |
| 5    | ■京阪本線 | 下り | 淀屋橋・中之島線方面 | 一部の始発列車 |
| 5    | ■交野線   | -    | 私市方面             |                |
| 6    | ■交野線   | -    | 私市方面             |                |

京阪本線ホームは外側2線（1番線と4番線）が主本線、内側2線（2番線と3番線）が待避線である。
1 - 5番線は8両編成、6番線は5両編成（設計上は7連）まで停車可能。
折り返し用の引上線が京都方に1本ある。この引き上げ線は2・3番線にしか通じていない。また3番線は京橋方からの入線にも対応しており、回送列車で送り込まれる当駅始発列車の一部が使用している。当駅止まりの列車が折り返し線を使わず直接3番線を使用することはない。
交野線5番ホームは淀屋橋寄りの線路が京阪本線に繋がっており、交野線の列車だけでなく、平日朝の淀屋橋方面行き折り返し列車のライナーと通勤準急1本と区間急行1本も使用する。駅構内には5番線から発車する本線の列車のみ表示されている案内が掲出されている。一方、6番ホームは行き止まりになっており、交野線内折返し列車のみが使用する。
2007年6月17日に列車運行管理システムが更新され、向谷実作曲の発車メロディが導入された。なお、交野線には専用の発車メロディが使用されている。

### 配線図
| ← 京阪本線 京橋・淀屋橋 ・中之島方面 | 京阪電気鉄道 枚方市駅 構内配線略図 | → 京阪本線 中書島・三条 ・出町柳方面 |
|                                      | ↓ 交野線 交野市・私市方面          |                                      |
| 凡例 出典:                           |                                    |                                      |

### モニュメント
駅高架工事の完成を記念して駅構内に4つのモニュメントが設置されたが、白髪一雄作「作品Ｂ」が2015年10月10日深夜に盗難に遭い、2017年7月20日現在・窃盗犯、盗品と知りながら購入した会社役員が逮捕され「作品Ｂ」も証拠品として警察に留め置かれている。
- 三塩英春作「枚方八景」
- 清水九兵衛作「ヒラカンザシ」
- 山口牧生作「依るかたち」
- 白髪一雄作「作品Ｂ」

## ダイヤ

### 緩急接続について
2021年9月25日改正からは、昼間時間帯において特急と準急が緩急接続を行っている。
2016年3月18日までは、現在と同様に昼間時に出町柳駅発着の特急と普通・準急の緩急接続が行われていたが、2016年3月19日から2021年9月24日までは、昼間の特急と準急の緩急接続・待避は当駅ではなく樟葉駅・香里園駅にて行われていた。夕ラッシュ時・夜間は、従来通り当駅での特急と準急の緩急接続がみられた。
一部の特急淀屋橋行きは当駅始発の普通と連絡していた。
ラッシュ時の一部の特急と通勤快急・快速急行は、本来待避線である2・3番線を使用することがある。この場合、接続待ちの列車はそれぞれ1・4番線を使用する。またラッシュ時は3番線に停車し、緩急接続をせずに発車する準急・通勤準急もある。

### 当駅発着列車について
快速特急「洛楽」を除く全ての種別において、当駅始発・当駅止まりのいずれか、あるいは両方が設定されている。普通については多くの時間帯において当駅折り返し列車が運行される。
特急については2011年5月28日改正で当駅折り返しの設定が一度廃止されたのち、2021年1月31日改正において枚方市始発の淀屋橋行きが再設定された。ただ、車両は3000系で平日だけの設定であり、土休日の設定はなく、上りの特急枚方市行きの設定もない。
全車座席指定列車「ライナー」は2017年8月に新設されて以来、7時台前半に1本、当駅5番線始発の列車が設定されている。2023年の改正以降は、この便は香里園駅・寝屋川市駅にも停車している。

### 交野線について
2011年5月27日までは、交野線はラッシュ時を除き6番線のみ使用だったが、翌28日の改正以後は5・6番線を交互に使用。再度6番線のみを使用するようになった時期もあったが、2022年現在のダイヤでは朝夕ラッシュ時などで6番線のみを使用する時間帯以外は5・6番線をともに使用し、交互に使用する時間帯もある。
交野線の車両は6番線にて夜間滞泊を行う。

## 利用状況
2022年（令和4年）度のある特定日における1日乗降人員は82,784人（乗車人員：41,092人、降車人員：41,692人）である。京阪電鉄の駅では京橋駅、淀屋橋駅に次ぐ第3位で、通過列車の設定がある駅および他事業者線との乗換がない単独駅では第1位である。
各年度の特定日における1日利用状況は下表の通りである。
| 年度               | 乗車人員 | 降車人員 | 乗降人員 | 出典          | 出典          |
| 年度               | 乗車人員 | 降車人員 | 乗降人員 | 大阪府        | 枚方市        |
| ------------------ | -------- | -------- | -------- | ------------- | ------------- |
| 1966年（昭和41年） | 33,211   | -        | -        | [ 大阪府 1 ]  | -             |
| 1967年（昭和42年） | 32,193   | -        | -        | [ 大阪府 2 ]  | -             |
| 1968年（昭和43年） | 35,747   | -        | -        | [ 大阪府 3 ]  | -             |
| 1969年（昭和44年） | 38,441   | -        | -        | [ 大阪府 4 ]  | -             |
| 1970年（昭和45年） | 40,738   | -        | -        | [ 大阪府 5 ]  | -             |
| 1971年（昭和46年） | 39,559   | -        | -        | [ 大阪府 6 ]  | -             |
| 1972年（昭和47年） | 40,158   | -        | -        | [ 大阪府 7 ]  | -             |
| 1973年（昭和48年） | 40,757   | -        | -        | [ 大阪府 8 ]  | -             |
| 1974年（昭和49年） | 43,578   | -        | -        | [ 大阪府 9 ]  | -             |
| 1975年（昭和50年） | 42,384   | -        | -        | [ 大阪府 10 ] | -             |
| 1976年（昭和51年） | 43,771   | -        | -        | [ 大阪府 11 ] | -             |
| 1977年（昭和52年） | 44,342   | -        | -        | [ 大阪府 12 ] | -             |
| 1978年（昭和53年） | 44,344   | -        | -        | [ 大阪府 13 ] | -             |
| 1979年（昭和54年） | 44,583   | -        | -        | [ 大阪府 14 ] | -             |
| 1980年（昭和55年） | 42,575   | -        | -        | [ 大阪府 15 ] | -             |
| 1981年（昭和56年） | 45,004   | -        | -        | [ 大阪府 16 ] | -             |
| 1982年（昭和57年） | 45,532   | 47,648   | 93,180   | [ 大阪府 17 ] | -             |
| 1983年（昭和58年） | 46,220   | 47,090   | 93,310   | [ 大阪府 18 ] | -             |
| 1984年（昭和59年） | 45,858   | 45,792   | 91,650   | [ 大阪府 19 ] | -             |
| 1985年（昭和60年） | 45,019   | 46,021   | 91,040   | [ 大阪府 20 ] | -             |
| 1986年（昭和61年） | 44,336   | 44,768   | 89,104   | [ 大阪府 21 ] | -             |
| 1987年（昭和62年） | 46,342   | 46,861   | 93,203   | [ 大阪府 22 ] | -             |
| 1988年（昭和63年） | 45,353   | 46,645   | 91,998   | [ 大阪府 23 ] | -             |
| 1989年（平成元年） | 44,435   | 46,128   | 90,563   | [ 大阪府 24 ] | -             |
| 1990年（平成02年） | 44,138   | 45,998   | 90,136   | [ 大阪府 25 ] | -             |
| 1991年（平成03年） | -        | -        | -        | [ 大阪府 26 ] | -             |
| 1992年（平成04年） | 45,229   | 47,563   | 92,792   | [ 大阪府 27 ] | -             |
| 1993年（平成05年） | -        | -        | -        | [ 大阪府 28 ] | -             |
| 1994年（平成06年） | -        | -        | -        | [ 大阪府 29 ] | -             |
| 1995年（平成07年） | 46,611   | 50,403   | 97,014   | [ 大阪府 30 ] | -             |
| 1996年（平成08年） | -        | -        | -        | [ 大阪府 31 ] | -             |
| 1997年（平成09年） | -        | -        | -        | [ 大阪府 32 ] | -             |
| 1998年（平成10年） | 43,585   | 43,761   | 87,346   | [ 大阪府 33 ] | -             |
| 1999年（平成11年） | -        | -        | -        | [ 大阪府 34 ] | -             |
| 2000年（平成12年） | 42,790   | 44,154   | 86,944   | [ 大阪府 35 ] | -             |
| 2001年（平成13年） | -        | -        | -        | [ 大阪府 36 ] | -             |
| 2002年（平成14年） | 42,820   | 43,827   | 86,647   | [ 大阪府 37 ] | [ 枚方市 1 ]  |
| 2003年（平成15年） | 44,406   | 45,349   | 89,755   | [ 大阪府 38 ] | [ 枚方市 1 ]  |
| 2004年（平成16年） | 44,669   | 45,295   | 89,964   | [ 大阪府 39 ] | [ 枚方市 1 ]  |
| 2005年（平成17年） | 44,246   | 44,576   | 88,822   | [ 大阪府 40 ] | [ 枚方市 1 ]  |
| 2006年（平成18年） | 45,564   | 45,948   | 91,512   | [ 大阪府 41 ] | [ 枚方市 1 ]  |
| 2007年（平成19年） | 45,611   | 46,213   | 91,824   | [ 大阪府 42 ] | [ 枚方市 2 ]  |
| 2008年（平成20年） | 44,676   | 45,173   | 89,849   | [ 大阪府 43 ] | [ 枚方市 3 ]  |
| 2009年（平成21年） | 46,432   | 46,766   | 93,198   | [ 大阪府 44 ] | [ 枚方市 4 ]  |
| 2010年（平成22年） | 45,641   | 53,278   | 98,919   | [ 大阪府 45 ] | [ 枚方市 5 ]  |
| 2011年（平成23年） | 45,155   | 45,694   | 90,849   | [ 大阪府 46 ] | [ 枚方市 6 ]  |
| 2012年（平成24年） | 44,887   | 45,435   | 90,322   | [ 大阪府 47 ] | [ 枚方市 7 ]  |
| 2013年（平成25年） | 45,271   | 45,694   | 90,965   | [ 大阪府 48 ] | [ 枚方市 8 ]  |
| 2014年（平成26年） | 45,434   | 45,929   | 91,363   | [ 大阪府 49 ] | [ 枚方市 9 ]  |
| 2015年（平成27年） | 46,438   | 46,931   | 93,369   | [ 大阪府 50 ] | [ 枚方市 10 ] |
| 2016年（平成28年） | 45,641   | 46,141   | 91,782   | [ 大阪府 51 ] | [ 枚方市 11 ] |
| 2017年（平成29年） | 46,666   | 47,123   | 93,789   | [ 大阪府 52 ] | [ 枚方市 12 ] |
| 2018年（平成30年） | 47,415   | 47,959   | 95,374   | [ 大阪府 53 ] | [ 枚方市 13 ] |
| 2019年（令和元年） | 48,206   | 48,398   | 96,604   | [ 大阪府 54 ] | [ 枚方市 14 ] |
| 2020年（令和02年） | 37,655   | 38,119   | 75,774   | [ 大阪府 55 ] | [ 枚方市 15 ] |
| 2021年（令和03年） | 37,139   | 37,887   | 75,026   | [ 大阪府 56 ] | [ 枚方市 16 ] |
| 2022年（令和04年） | 41,092   | 41,692   | 82,784   | [ 大阪府 57 ] | [ 枚方市 17 ] |

## 駅周辺
2004年には『枚方の「顔」にふさわしいまちなみ形成を目指し』、「枚方市駅周辺整備基本構想」が策定された。2018年には「枚方市駅周辺再整備基本計画（素案）」が作成され、その取り組みの一環として「枚方市駅周辺地区第一種市街地再開発事業」が進められている。京阪本線と交野線に挟まれた三角地帯にホテルなど含む複合施設を建設する第3工区（ステーションヒル枚方）では、2021年より解体工事に着手し、2022年5月から着工、2024年5月末に竣工し、「カンデオホテルズ大阪枚方」が6月末に、商業部分となる「枚方モール」（従前の「京阪枚方ステーションモール」から、エリア拡大に併せて改称）が9月6日にそれぞれ開業し、同月13日から電鉄の本社機能の一部が移転する。

### 公共施設

#### 市の施設
- 枚方市役所
- 枚方市総合福祉会館 ラポールひらかた
- 枚方市立メセナひらかた会館
- 枚方市立図書館枚方市駅前サテライト図書館
- 枚方市総合文化芸術センター

#### その他
- 大阪府枚方警察署
- 大阪府枚方土木事務所
- 枚方税務署
- 枚方簡易裁判所
- ハローワーク枚方
- 淀川資料館

### 主な商業施設

#### 枚方モール
高架下からステーションヒル枚方の1 - 4階に存在するショッピングセンター。営業時間中のみ、車内放送では「枚方モールへお越しのお客様は、この駅でお降り下さい」と案内される。主要テナントは以下の通り。 
- 京阪百貨店ひらかた店
- ハンズ枚方モール店[52]

#### その他の商業施設
- 川原町商店街
- 枚方T-SITE - 近鉄百貨店枚方店（2012年2月29日閉店）の跡地に2016年5月16日開業[53]。
  - 枚方 蔦屋書店 - 枚方T-SITEの核店舗。蔦屋（TSUTAYA）第一号店である。一部売場は移転前の旧店舗に残ったままである。現店舗からみて北東に位置する創業地には現在餃子の王将が入居している。

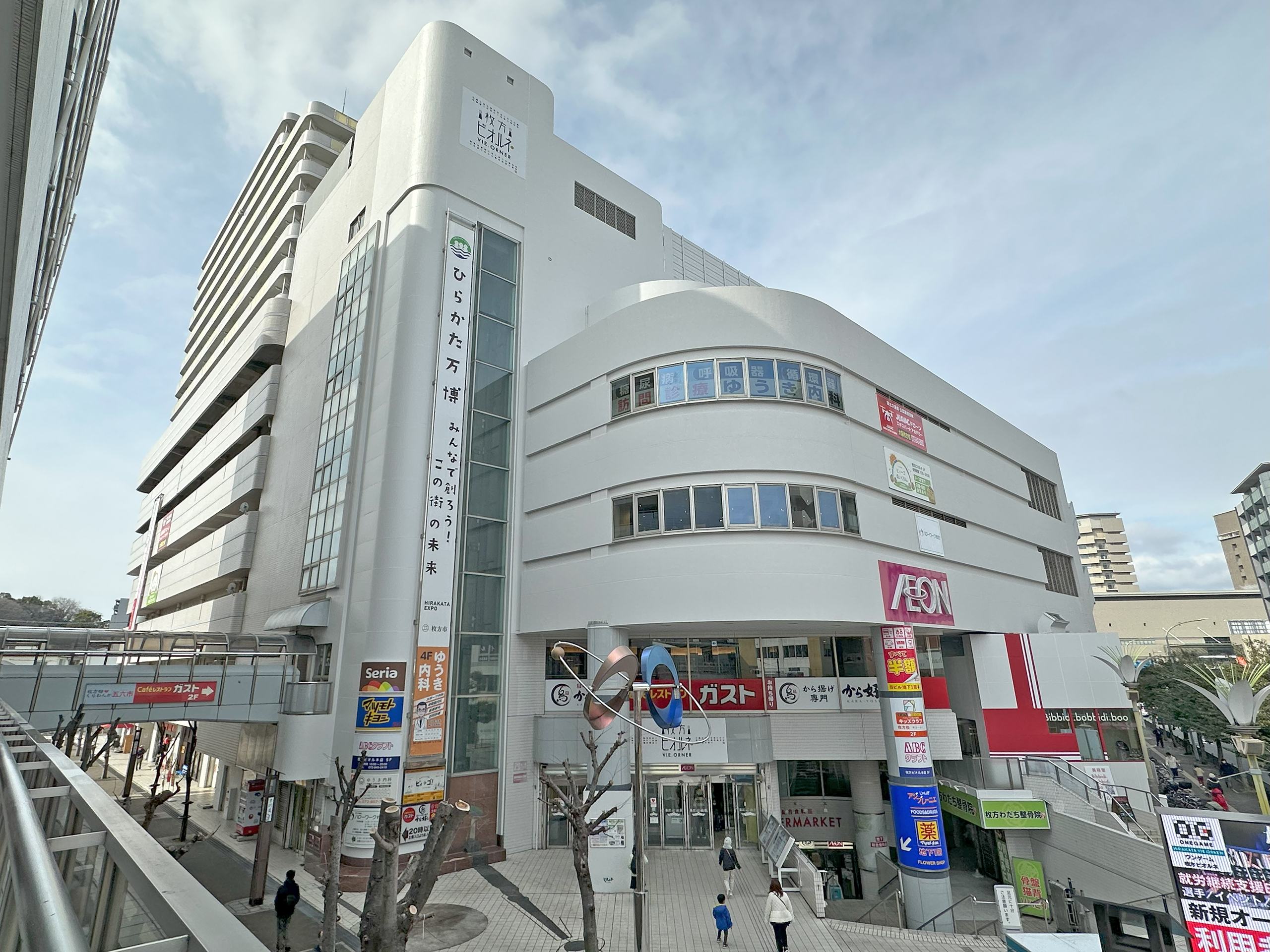
ビオルネ
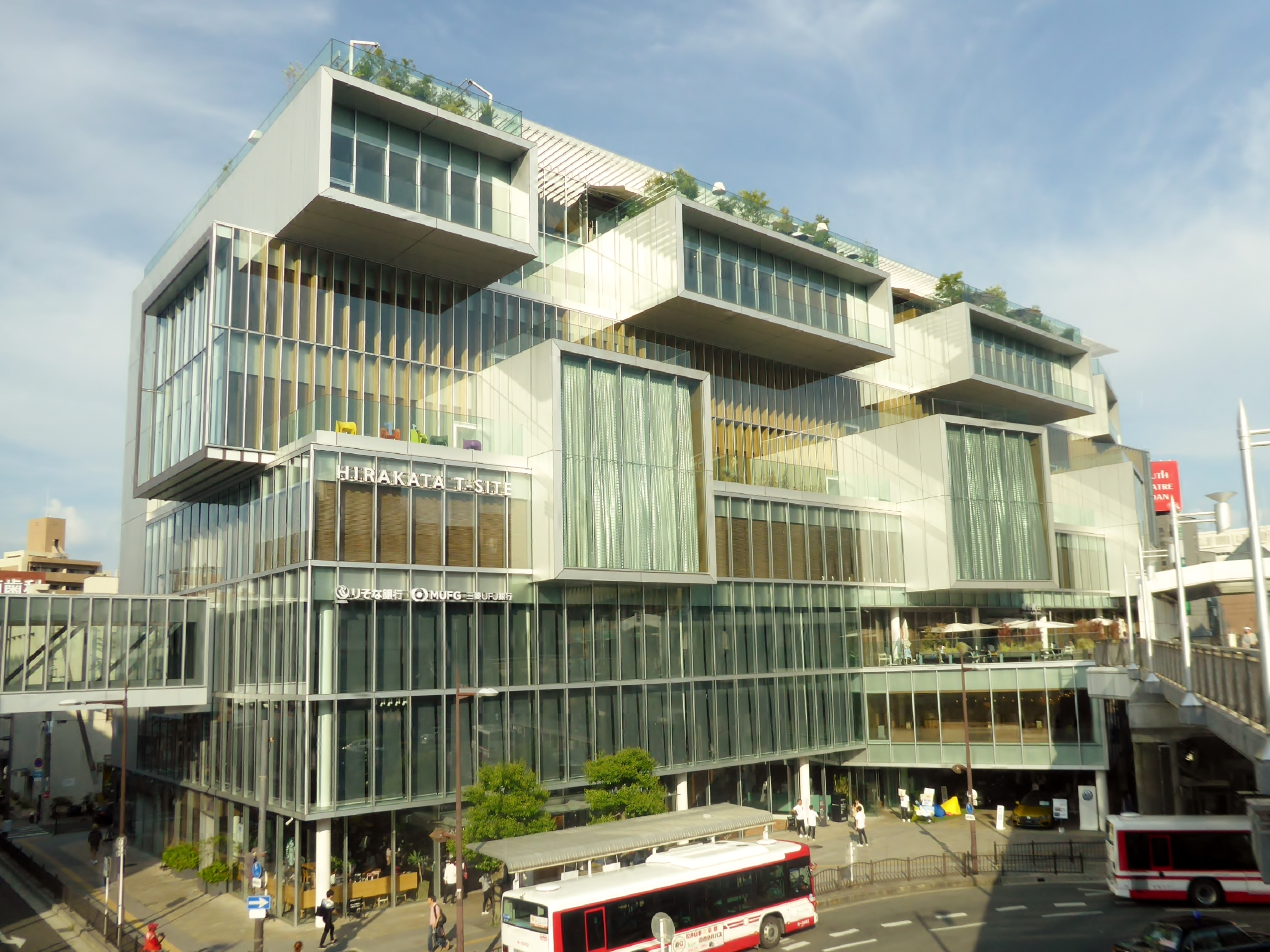
枚方T-SITE
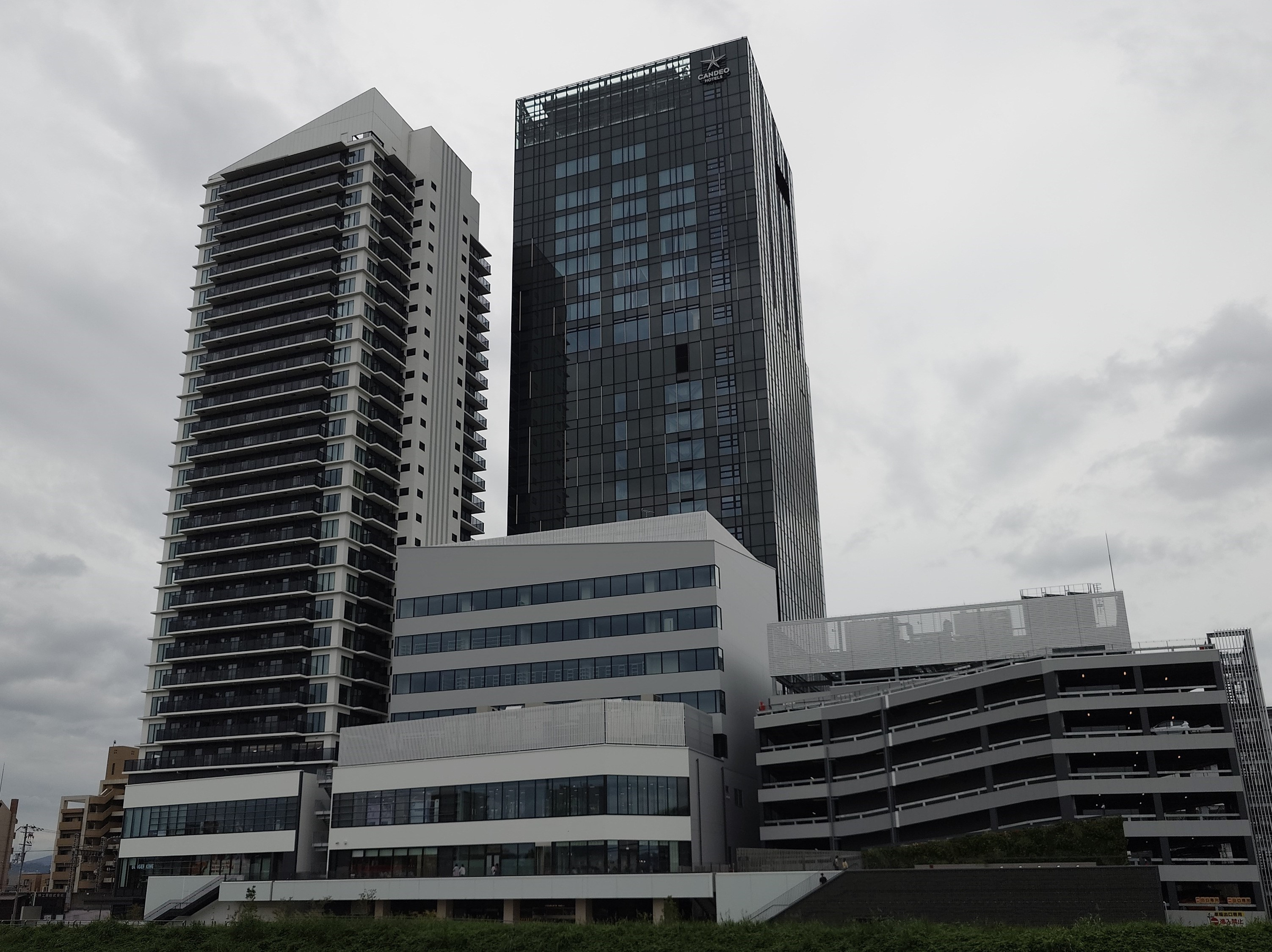
ステーションヒル枚方
  - イオン枚方店
- イズミヤ枚方店

- ビオルネ
- 枚方T-SITE
- ステーションヒル枚方

### 主な企業・団体
- 枚方郵便局
- NTT西日本枚方営業所
- 関西電力送配電枚方配電営業所
- ひらかたサンプラザホテル
- 京阪電気鉄道枚方事務所 - 同所が登記上本店となっている。

### 主な金融機関
- りそな銀行枚方支店・枚方ローンプラザ
- みずほ銀行枚方支店
- 三井住友銀行枚方支店
- 三菱UFJ銀行枚方支店・交野支店
- 関西みらい銀行枚方中央支店
- 枚方信用金庫本店営業部

### 文教施設
- 関西外国語大学
- 関西医科大学
  - 関西医科大学附属病院
- 大阪府立枚方高等学校
- 常翔啓光学園中学校・高等学校

## バス路線
駅北西側に北口ターミナル、南東側に南口ターミナルがあり、京阪バスが乗り入れている。停留所名はそれぞれ「枚方市駅北口」「枚方市駅南口」だが行先表示や車内モニターなどでは全て「枚方市駅」とのみ表記される。
北口についてはロータリー外周に1 - 3のりばがあるほか、2025年3月23日より供用開始された高架下のりばに4・5のりばが設置されている。高架下については同日バスダイヤ改正までは降車扱いのみの実施であった（前日までは一方通行となっていたため）。京阪バス案内所も設置されている。1のりばは阪急高槻行き（2号経路）とJR高槻行き（1・1A号経路）で乗車列が分けられている。
北口4のりばは供用開始時点では設置のみで使用されていない。今後、再開発の進行によりロータリー部含め再度のりばが変更になる可能性もある。
南口についてはロータリー内に4つののりばが、駅舎前におりばが設置されている。
| のりば | のりば | 路線名         | 担当 | 系統・行先                         | 備考                                                                           |
| ------ | ------ | -------------- | ---- | ---------------------------------- | ------------------------------------------------------------------------------ |
| 北口   | 1      | 枚方高槻線     | 高槻 | 1号経路：JR高槻                    | 早朝・夜間は運行されない                                                       |
| 北口   | 1      | 枚方高槻線     | 高槻 | 1A号経路：JR高槻                   | 早朝・夜間と平日昼間の運行。阪急高槻経由                                       |
| 北口   | 1      | 枚方高槻線     | 高槻 | 2号経路：阪急高槻                  | 夜間はほぼ運行されない                                                         |
| 北口   | 2      | 枚方茨木線     | 高槻 | 3号経路：JR茨木/阪急茨木           | 朝および土曜・休日最終便のみ運行。一部は阪急茨木止まり。白川三丁目は経由しない |
| 北口   | 2      | 枚方茨木線     | 高槻 | 7号経路：JR茨木/阪急茨木           | 平日は日中以降の運行。夜間の一部は阪急茨木止まり。白川三丁目経由               |
| 北口   | 2      | 枚方出口線     | 高槻 | 16号経路：伊加賀小学校方面         | 日中時間帯のみ運行。最終便は伊加賀小学校止まり、その他の便は枚方市駅南口終着   |
| 北口   | 3      | 招提線         | 枚方 | 38号経路：摂南大学枚方キャンパス   | 日中のみ運行。京阪牧野駅前・家具団地経由                                       |
| 北口   | 3      | 出屋敷線       | 枚方 | 11号経路：小松団地                 | 主に朝夕の運行                                                                 |
| 北口   | 3      | 出屋敷線       | 枚方 | 12号経路：北片鉾                   |                                                                                |
| 北口   | 3      | 出屋敷線       | 枚方 | 13号経路：小倉町                   | 朝のみ運行、本数わずか                                                         |
| 北口   | 3      | 出屋敷線       | 枚方 | 17号経路：小倉町・小松団地方面循環 | 日中時間帯のみ運行                                                             |
| 北口   | 3      | 出屋敷線       | 枚方 | NS経路：関西外大中宮キャンパス     | 平日の午前のみ運行（学休期運休）                                               |
| 北口   | 5      | 出屋敷線       | 枚方 | 14号経路：山田池団地               | 平日午前と夜間に2本ずつ運行（午前の2本は学休期運休）                           |
| 北口   | 5      | 出屋敷線       | 枚方 | 18号経路：藤阪ハイツ               |                                                                                |
| 北口   | 5      | 出屋敷線       | 枚方 | 20号経路：長尾駅                   |                                                                                |
| 北口   | 5      | 出屋敷線       | 枚方 | 25号経路：長尾台三丁目             | 朝方から夕ラッシュ手前まで運行。長尾駅経由                                     |
| 北口   | 5      | 出屋敷線       | 枚方 | 27号経路：摂南大学枚方キャンパス   | 午後のみ運行。長尾駅・家具団地経由                                             |
| 北口   | 5      | 出屋敷線       | 枚方 | 29号経路：摂南大学枚方キャンパス   | 午前のみ運行。長尾駅・大阪工大経由                                             |
| 北口   | 5      | 出屋敷線       | 枚方 | 39号経路：樟葉駅                   |                                                                                |
| 北口   | 5      | 出屋敷線       | 枚方 | 40号経路：養父ヶ丘                 | 39号経路の事実上の区間便。午後のみ運行、本数わずか                             |
| 北口   | 5      | 出屋敷線       | 枚方 | 15号経路：総合スポーツセンター     | 8時台から12時台にごく少数のみ運行                                              |
| 南口   | 1      | 枚方尊延寺線   | 枚方 | 62号経路：津田駅                   | 池之宮、四辻経由                                                               |
| 南口   | 1      | 枚方尊延寺線   | 枚方 | 63号経路：長尾駅                   | 朝から夕方に運行、枚方公済病院経由                                             |
| 南口   | 1      | 枚方尊延寺線   | 枚方 | 64号経路：長尾駅                   | 朝夕のみ運行、枚方公済病院は経由しない                                         |
| 南口   | 1      | 枚方尊延寺線   | 枚方 | 65号経路：長尾台三丁目             |                                                                                |
| 南口   | 1      | 枚方尊延寺線   | 枚方 | 70号経路：穂谷                     | 津田駅は経由しない                                                             |
| 南口   | 1      | 枚方尊延寺線   | 枚方 | 72号経路：穂谷                     | 津田駅経由                                                                     |
| 南口   | 1      | 枚方尊延寺線   | 枚方 | 78号経路：天王                     | 夕方以降にごく少数のみ運行                                                     |
| 南口   | 2      | 香里団地線     | 交野 | 1号経路：京阪香里園/藤田川         | 土休日の一部は藤田川止まり。区間便除き新香里経由                               |
| 南口   | 2      | 香里団地線     | 交野 | 2号経路：藤田川・新香里方面        | 土休日早朝1便のみ運行（循環路線）                                              |
| 南口   | 2      | 香里団地線     | 交野 | 3号経路：野口北                    | 夜にごく少数のみ運行                                                           |
| 南口   | 2      | 香里団地線     | 交野 | 4号経路：枚方公園駅前              | 夕方以降と土休日朝に運行。公孫樹通・新香里経由                                 |
| 南口   | 2      | 香里団地線     | 交野 | 5号経路：枚方公園駅前              | 平日朝にごく少数のみ運行。藤田川・新香里・公孫樹通いずれも経由しない           |
| 南口   | 2      | 香里団地線     | 交野 | 6号経路：枚方公園駅前              | 朝と夕方以降に運行。藤田川・新香里経由（土休日は本数わずか）                   |
| 南口   | 2      | 香里団地線     | 交野 | 8号経路：枚方公園駅前              | 主に日中の運行。藤田川・新香里・公孫樹通経由                                   |
| 南口   | 2      | 津田香里線     | 交野 | 9A号経路：京阪香里園               | 高田経由                                                                       |
| 南口   | 3      | 釈尊寺団地線   | 交野 | 10号経路：釈尊寺団地               |                                                                                |
| 南口   | 3      | 東中振山之上線 | 交野 | ろ号経路：枚方公園駅前             | ほぼ日中時間帯のみ運行。山之上五丁目経由                                       |
| 南口   | 4      | 枚方尊延寺線   | 枚方 | 61号経路：星ヶ丘医療センター       | 朝から夕方に運行（土休日は朝・昼・夕方に各2便ずつ運行）                        |
| 南口   | 4      | 出屋敷線       | 枚方 | NS経路：関西外大御殿山キャンパス   | 平日朝8時台に2便のみ運行（学休期運休）。復路は北口終着                         |

### 京阪バス利用状況
2022年次の北口・南口を合わせた1日平均乗降人員は33,834人（乗車人員：17,186人、降車人員：16,648人）で、枚方市内の停留所では最多。近年の1日平均利用状況は下表の通り。
| 年次               | 乗車人員 | 降車人員 | 乗降人員 | 出典          |
| ------------------ | -------- | -------- | -------- | ------------- |
| 2002年（平成14年） | 18,699   | 17,234   | 35,933   | [ 枚方市 18 ] |
| 2003年（平成15年） | 18,796   | 17,334   | 36,130   | [ 枚方市 18 ] |
| 2004年（平成16年） | 18,385   | 16,954   | 35,339   | [ 枚方市 18 ] |
| 2005年（平成17年） | 18,103   | 16,705   | 34,808   | [ 枚方市 18 ] |
| 2006年（平成18年） | 17,499   | 16,134   | 33,633   | [ 枚方市 18 ] |
| 2007年（平成19年） | 18,794   | 18,224   | 37,018   | [ 枚方市 19 ] |
| 2008年（平成20年） | 20,086   | 19,441   | 39,527   | [ 枚方市 20 ] |
| 2009年（平成21年） | 19,722   | 19,099   | 38,821   | [ 枚方市 21 ] |
| 2010年（平成22年） | 20,497   | 19,845   | 40,342   | [ 枚方市 22 ] |
| 2011年（平成23年） | 20,121   | 19,481   | 39,602   | [ 枚方市 23 ] |
| 2012年（平成24年） | 20,053   | 19,416   | 39,469   | [ 枚方市 24 ] |
| 2013年（平成25年） | 20,249   | 19,608   | 39,857   | [ 枚方市 25 ] |
| 2014年（平成26年） | 20,350   | 19,705   | 40,055   | [ 枚方市 26 ] |
| 2015年（平成27年） | 20,550   | 19,902   | 40,452   | [ 枚方市 27 ] |
| 2016年（平成28年） | 20,783   | 20,127   | 40,910   | [ 枚方市 28 ] |
| 2017年（平成29年） | 20,796   | 20,140   | 40,936   | [ 枚方市 29 ] |
| 2018年（平成30年） | 20,000   | 19,374   | 39,374   | [ 枚方市 30 ] |
| 2019年（令和元年） | 19,523   | 18,911   | 38,434   | [ 枚方市 31 ] |
| 2020年（令和02年） | 14,435   | 13,979   | 28,414   | [ 枚方市 32 ] |
| 2021年（令和03年） | 15,132   | 14,656   | 29,788   | [ 枚方市 33 ] |
| 2022年（令和04年） | 17,186   | 16,648   | 33,834   | [ 枚方市 34 ] |

## 隣の駅
京阪電気鉄道
京阪本線
■快速特急「洛楽」
通過
□ライナー（下記以外）・■特急
京橋駅 (KH04) - 枚方市駅 (KH21) - 樟葉駅 (KH24)
□ライナー（樟葉・枚方市始発淀屋橋行き下り列車）・■通勤快急（平日下りのみ運転）・■快速急行
香里園駅 (KH18) - 枚方市駅 (KH21) - 樟葉駅 (KH24)
■急行
枚方公園駅 (KH20) - 枚方市駅 (KH21) - 樟葉駅 (KH24)
■通勤準急（平日朝下りのみ運転）・■準急・■区間急行・■普通
枚方公園駅 (KH20) - 枚方市駅 (KH21) - 御殿山駅 (KH22)
交野線
枚方市駅 (KH21) - 宮之阪駅 (KH61)
- （）内は駅番号を示す。

### 記事本文